# Czudowo Kirowskie
Czudowo Kirowskie (ros. Чудово-Кировское) – stacja kolejowa w miejscowości Czudowo-3, w rejonie czudowskim, w obwodzie nowogrodzkim, w Rosji. Położona jest na linii Wołchow – Czudowo.